# Fames
Fames est la déesse romaine de la faim. Elle est assimilée à Éthon de la mythologie grecque[réf. nécessaire].
Selon Ovide, elle et Déméter, étant totalement opposées, ne peuvent se rencontrer. Ainsi, quand Déméter lui demanda de punir Érysichthon, la déesse des récoltes dut envoyer une nymphe à la rencontre de Fames. Elle habiterait alors dans un désert glacial, en Scythie, où se trouveraient également le Froid, le Frisson et la Pâleur.
Selon Virgile elle habiterait dans l'Hadès en compagnie de la Pauvreté.
Fames est représenté comme une vieille femme qui n'a que la peau sur les os et qui fouille le sol à la recherche de nourriture.